# Яковлевка (Днепропетровская область)
Яковлевка (укр. Яковлівка) — село,
Холодиевский сельский совет,
Пятихатский район,
Днепропетровская область,
Украина.
Код КОАТУУ — 1224588009. Население по переписи 2001 года составляло 178 человек .

## Географическое положение
Село Яковлевка находится на расстоянии в 0,5 км от села Цвелое и в 1,5 км от села Мироновка.